# Campoplex canariensis
Campoplex canariensis är en stekelart som beskrevs av Horstmann 1980. Campoplex canariensis ingår i släktet Campoplex och familjen brokparasitsteklar. Inga underarter finns listade.